# Cheile Mănăstirii
Cheile Mănăstirii alcătuiesc o arie protejată de interes național ce corespunde categoriei a IV-a IUCN (rezervație naturală de tip mixt), situată în vestul Transilvaniei, pe teritoriul județului Alba.

## Localizare
Aria naturală se află în partea central-estică a Munților Trascău (1250 m), în județul Alba, pe teritoriul administrativ al comunelor Râmeț (satul Valea Mănăstirii) și Stremț (satul Fața Pietrii).

## Descriere
Rezervația naturală a fost declarată arie protejată prin Legea Nr.5 din 6 martie 2000, publicată în Monitorul Oficial al României, Nr.152 din 12 aprilie 2000, privind aprobarea Planului de amenajare a teritoriului național - Secțiunea a III-a - zone protejate și are o suprafață de 15 ha.
Aria protejată este inclusă în situl de importanță comunitară - Trascău și reprezintă un peisaj pitoresc, înscris în calcare, care conservă totodată o serie de plante rare.
Flora rezervației are în componență arbori și arbusti cu specii de fag (Fagus sylvatica), gorun (Quercus petraea), carpen (Carpinus betulus), mesteacăn (Betula pendula), alun (Corylus avellana), păducel (Crataegus monogyna), porumbar (Prunus spinosa), măceș (Rosa canina) sau mur (Rubus fruticosus).
La nivelul ierburilor sunt întâlnite mai multe specii floristice de stâncărie și pajiște; printre care: garofiță albă de stânci (Dianthus spiculifolius), iarba-surzilor (Saxifraga paniculata), crucea voinicului (Hepatica transsilvanica), căldărușă (Aquilegia nigricans ssp. subscaposa), sisinei (Pulsatilla patens), garoafă de munte (Dianthus petraeus ssp. spiculifolius), toporaș galben de munte (Viola biflora), coada-iepurelui (cu specii de: Sesleria heufleriana și Sesleria rigida), iarba câmpului (Agrostis tenuis), rugină (Juncus conglomeratus) sau păiuș (Festuca pallens).

## Căi de acces
Pe DC 78 modernizat din Teiuș, până la Mănăstirea Râmeț, sau pe DJ 107 J din Aiud până în localitatea Râmeț, de unde se coboară pe o potecă în Valea Geoagiului, la Mănăstirea Râmeț.

## Monumente și atracții turistice
În vecinătatea rezervației naturale se află câteva obiective de interes istoric, cultural și turistic; astfel:

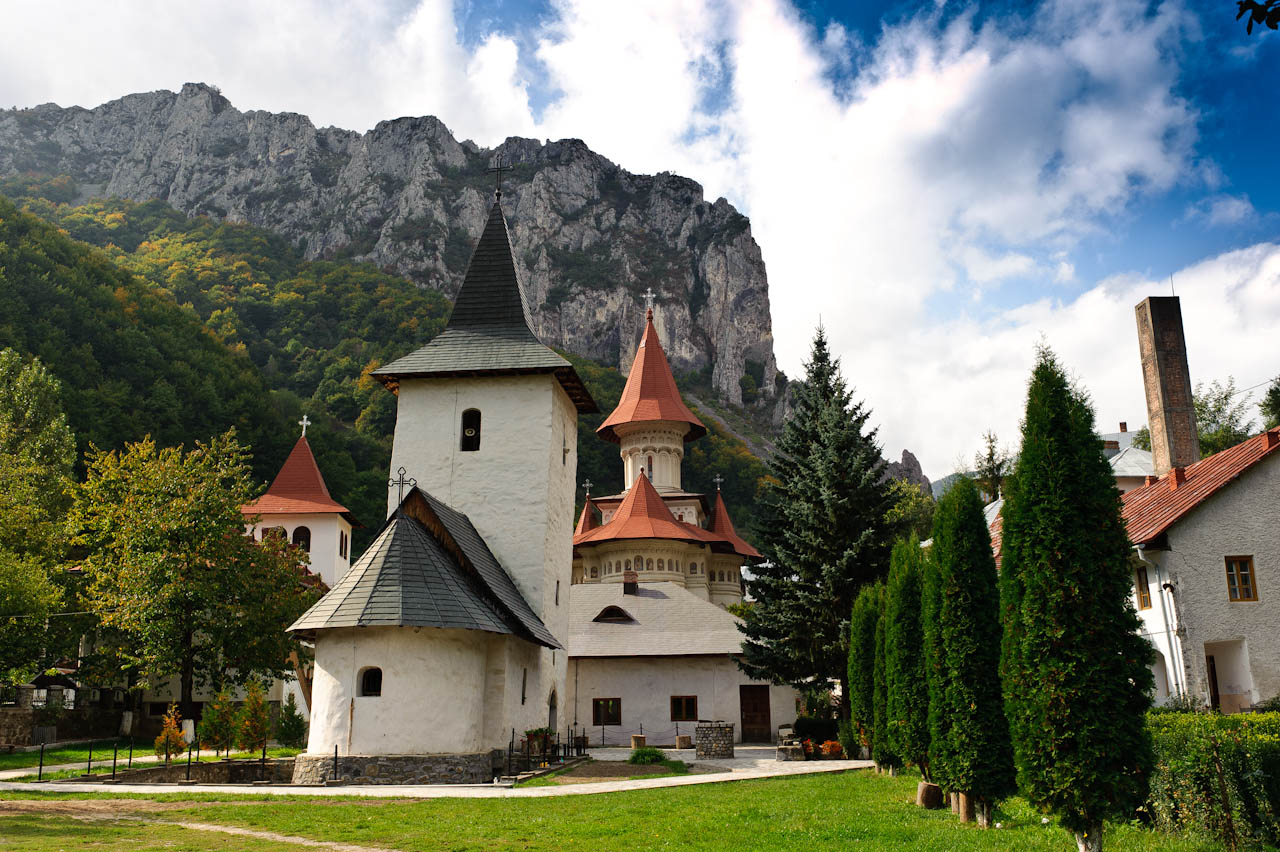
Mănăstirea Râmeț

- Mănăstirea Râmeț din Valea Mănăstirii, construcție sec. XIV - XVIII, monument istoric (cod LMI AB-II-a-A-00386).
- Biserica "Nașterea Precistei" și "Izvorul Tămăduirii" a mănăstirii Râmeț, construcție secolul al XIV-lea, monument istoric (cod LMI AB-II-m-A-00386.01).
- Biserica "Intrarea în Biserică" din Geoagiu de Sus, construcție secolul al XVI-lea, monument istoric (cod LMI AB-II-m-A-00229).
- Fosta școală din satul Valea Mănăstirii (azi muzeu), construcție sec. XIV - XVIII, monument istoric (cod LMI AB-II-m-A-00386.02).
- Cetatea Diodului (ruine) din Stremț (castel, capelă, turnuri, zid de incintă), construcție secolul al XIII-lea, monument istoric (cod LMI AB-II-a-B-00357).
- Situl arheologic de la Stremț (așezări datate în: Epoca romană; Latène, Cultura geto - dacică; Hallstatt, Neolitic și Epoca bronzului).
- Rezervațiile naturale: Cheile Pravului și Cheile Râmețului.
- Trascău - sit de importanță comunitară inclus în rețeaua ecologică europeană, Natura 2000 în România.